# Academia del Aire del Ejército Imperial Japonés
La Academia del Aire del Ejército Imperial Japonés (陸軍航空士官学校 Rikugun Kōkū Shikan Gakkō) fue la principal escuela de entrenamiento de oficiales para el Servicio Aéreo del Ejército Imperial Japonés. Las aulas de la academia estaban ubicadas en la ciudad de Sayama, prefectura de Saitama, al noroeste de Tokio. Un campo de aviación se agregó en 1937 y fue utilizado por el SAEIJ hasta 1945.

## Uso en la posguerra
Desde 1945 hasta 1962, fue utilizado por la Fuerza Aérea de los EE. UU. como la Base Aérea Johnson, la Fuerza Aérea de Autodefensa de Japón comenzó a usar la base en 1958 y las últimas fuerzas de EE. UU. se fueron en 1978.
El antiguo campo de aviación de la academia ahora es la Base Aérea de Iruma de la Fuerza de Autodefensa Aérea de Japón.

## Superintendentes
- Mayor General Hayashi Kinoshita：1 de octubre de 1937
- Mayor General Shozo Teraguchi：1 de julio de 1939
- Teniente General Hayashi Kinoshita：15 de septiembre de 1941
- Mayor General Saburo Endo：1 de diciembre de 1942
- Teniente General Michio Sugawara：1 de mayo de 1943
- Teniente General Yoshitoshi Tokugawa：28 de marzo de 1944

## Alumnos notables
- Ramesh Sakharam Benegal: Comodoro del Aire de la Fuerza Aérea India.